# Nageia fleuryi
Nageia fleuryi — вид хвойних рослин родини подокарпових.

## Поширення, екологія
Країни поширення: Китай (Гуандун, Гуансі, Юньнань); Лаос; В'єтнам. Частіше росте на вапнякових утвореннях (карстових) в змішаних покритонасінних / хвойних лісах; Також в гірських тропічних дощових лісах переважають вічнозелені листяні покритонасінні дерева. Записано від 500 до 1200 м над рівнем моря. У деяких частинах ареалу, вибіркові рубки і вирубування лісів призвели до зниження площ і якості середовища проживання і, ймовірно, числа статевозрілих особин.

## Опис
Дерево 15–25 м заввишки з прямим стовбуром і пірамідальною кроною. Гілки ростуть по горизонталі або злегка повисло. Кора коричнево-сіра, лущиться на фрагменти. Листя від овальних до ланцетних. Чоловічі шишки циліндричні, ростуть в групах по 3–4. Зрілі насіннєві шишки буро-фіолетові й кулясті діаметром 1,5–2,5 см.

## Використання
Деревина використовується для тонких ремесел, музичних інструментів і паличок. Листя має традиційні лікарські використання в деяких областях.

## Загрози та охорона
Вибіркові рубки, порушення середовища перебування й збезлісення є основними загрозами. Цей вид відомий з кількох охоронних територій в північній частині В'єтнаму, Лаосу та Китаю.